# Ferdinand Luthmer
Ferdinand Luthmer, född den 4 juni 1842 i Köln, död den 23 januari 1921 i Frankfurt am Main, var en tysk arkitekt och konsthistoriker.
Luthmer blev 1879 professor och direktör för konstindustriella skolan och museet i Frankfurt am Main. Han är författare till många arbeten, som behandlar ornamental och dekorativ konst, rumsinredning, guldsmedskonst och dithörande från medeltiden intill hans egen tid.